# Fairuza Balk
Fairuza Alejandra Feldthouse (Punta Reyes, California; 21 de mayo de 1974) también conocida como Fairuza Balk, es una actriz, música y artista visual estadounidense. Es conocida por sus interpretaciones de personajes característicos, a menudo con un toque oscuro y una personalidad de «goth-girl», ha aparecido en numerosas películas independientes y éxitos de taquilla. The Craft (1996), The Waterboy (1998), Return to Oz (1985), de Walt Disney Pictures y Paradise City (2021).

## Biografía
Balk nació el 21 de mayo de 1974 en Point Reyes, California. Su madre, Cathryn Balk, descendiente de franceses e irlandeses, era profesora de danza del vientre y de flamenco. Su padre, Solomon Feldthouse fue uno de los miembros fundadores del grupo de rock psicodélico de los años sesenta Kaleidoscope, y también era músico folk gitano itinerante. El nombre Fairuza es de origen persa y significa «turquesa». Su padre le puso ese nombre por el color de sus ojos.
Hasta los dos años, Balk vivió en Jackson, Michigan, con su madre. Después se trasladaron a Vancouver (Columbia Británica), donde empezó a actuar a los seis años. Se trasladaron a Londres y luego a París para otro papel. Allí permanecieron seis meses antes de regresar a Vancouver. Balk compró una tienda de ocultismo en Los Ángeles durante el rodaje de la película The Craft (1996).
Balk asistió a su primer curso de interpretación en el verano de 1983, donde le enseñaron a mirar a cámara y a no ser tímida. Su primera experiencia fue en un anuncio turístico de la Columbia Británica, por el que ganó 100 dólares. Su primer papel fue en un telefilme de 1983 titulado The Best Christmas Pageant Ever. Durante su estancia en Londres, Walt Disney Productions la contrató para interpretar a Dorothy Gale en Return to Oz, la secuela del musical de MGM de 1939 El mago de Oz. En 1988, a los 14 años, se trasladó a París para trabajar en Valmont con Miloš Forman. Decidió seguir cursos por correspondencia y regresó a Hollywood, donde se hizo cada vez más conocida como actriz. En 1992, fue galardonada con un Independent Spirit Award a la mejor actriz por su interpretación en la película de Allison Anders Gas Food Lodging.

## Trayectoria
En 1996, apareció en un papel protagonista en The Craft, en la que su personaje formaba un aquelarre adolescente con personajes interpretados por Neve Campbell, Rachel True y Robin Tunney. Desde entonces, Balk ha seguido encontrando papeles, sobre todo oscuros. En 1996, coprotagonizó La isla del Dr. Moreau. En 1998, interpretó a una neonazi junto a Edward Norton en American History X, y apareció en The Waterboy, junto a Adam Sandler. Desde 2000, ha aparecido en más de una docena de películas y formó parte brevemente de un grupo musical llamado G-13. También ha puesto voz a películas de animación, programas de televisión y videojuegos, como Liga de la Justicia, Padre de Familia, Grand Theft Auto: Vice City y Lords of EverQuest. En 2007 se le dedicó el documental Return to Oz: The Joy That Got Away.
En 2010, Armed Love Militia, la salida musical de Balk, lanzó el single «Stormwinds». El tema fue escrito y cantado por Balk.Armed Love Militia continuó, y Balk colaboró en un EP con el cantante y compositor Mel Sanson.Además, participó en el videoclip de la canción Natural Blues, del cantante Moby, donde aparece como su novia.
En 2011, Balk comenzó a exponer arte en Los Ángeles y Nueva York. El 4 de agosto de 2012, participó en la exposición colectiva 'MiXTAPE', con otros artistas notables Mark Ryden, Camille Rose Garcia, Jessicka Addams y Marion Peck. Se pidió a los artistas que eligieran una canción y crearan arte inspirado en ella. Balk eligió la canción «Nuages» de Django Reinhardt y creó una escultura de técnica mixta de 16 «x20 “x12”. La ecléctica mezcla de canciones elegidas se presentó para su descarga digital en iTunes.
En 2017, la banda de marionetas emo Fragile Rock interpretó una canción titulada «Fairuza Balk» en su NPR Tiny Desk Concert.

## Vida privada
Balk vive en Venice, California, y tiene un apartamento en Nueva York. Además de ser actriz, ha escrito poesía y ficción, toca la guitarra y hace baile y danza. Ha tenido relaciones amorosas con el actor inglés David Thewlis, que compartió cartel con ella en La isla del doctor Moreau, y con C. M. Talkington, director y escritor de la película de culto Love and a .45.

## Filmografía
| Año  | Película                                 | Personaje          | Director                     |
| ---- | ---------------------------------------- | ------------------ | ---------------------------- |
| 1985 | Return to Oz                             | Dorothy Gale       | Walter Murch                 |
| 1986 | The Worst Witch                          | Mildred Hubble     | Robert Young                 |
| 1988 | The Outside Chance of Maximilian Glick   | Celia Brzjinski    | Allan A. Goldstein           |
| 1989 | Valmont                                  | Cecile             | Miloš Forman                 |
| 1992 | Gas Food Lodging                         | Shade              | Allison Anders               |
| 1994 | Crímenes imaginarios                     | Sonya Weiler       | Anthony Drazan               |
| 1994 | Tollbooth                                | Doris              | Salomé Breziner              |
| 1995 | Things to Do in Denver When You're Dead  | Lucinda            | Gary Fleder                  |
| 1996 | The Craft                                | Nancy Downs        | Andrew Fleming               |
| 1996 | La isla del doctor Moreau                | Aissa              | John Frankenheimer           |
| 1997 | El americano perfecto                    | Alice Thomas       | Paul Chart                   |
| 1997 | Lazos de muerte                          | Bella Sotto        | Tim Hunter                   |
| 1998 | American History X                       | Stacey             | Tony Kaye                    |
| 1998 | El aguador                               | Vicki Vallencourt  | Frank Coraci                 |
| 2000 | Injusta condena                          | Gretchen Van Buren | Bradley Battersby            |
| 2000 | Casi famosos                             | Sapphire           | Cameron Crowe                |
| 2002 | Intimidades                              | Paula              | Rebecca Miller               |
| 2002 | Deuces Wild                              | Annie              | Scott Kalvert                |
| 2005 | What Is It?                              | Snail (voz)        | Crispin Glover               |
| 2005 | Don't Come Knocking                      | Amber              | Wim Wenders                  |
| 2005 | A Year and a Day                         | Lola               | Robert Lane                  |
| 2006 | Wild Tigers I Have Known                 | Madre de Logan     | Cam Archer                   |
| 2007 | Humboldt County                          | Bogart             | Darren Grodsky, Danny Jacobs |
| 2008 | Grindstone Road                          | Hannah             | Paul Germann                 |
| 2009 | Bad Lieutenant: Port of Call New Orleans | Heidi              | Werner Herzog                |
| 2010 | Thick Year                               | Voz en mensaje     | Cam Archer                   |
| 2013 | Dose of Reality                          | Rose               | Christopher Glatis           |
| 2015 | Battle Scars                             | Rifka              | Danny Buday                  |